# جاده بهشت (فیلم ۱۹۹۷)
جاده بهشت یا راه بهشت (به انگلیسی: Paradise Road) فیلمی محصول سال ۱۹۹۷ و به کارگردانی بروس برسفورد است. در این فیلم بازیگرانی همچون گلن کلوز، فرانسیس مک‌دورمند، پائولین کالینز، کیت بلانشت، جنیفر ایلی، جولیانا مارگولیس، وندی هیوز، یوهانا تر اشتیخه، الیزابت اسپرینگز، پاملا ریب، کلاید کوساتسو، ساب شیمونو، سوزی پورتر، ادن یونگ و نیکولاس هاموند ایفای نقش کرده‌اند.